# Arhopala aleta
Arhopala aleta är en fjärilsart som beskrevs av Murinus Cornelis Piepers 1918. Arhopala aleta ingår i släktet Arhopala och familjen juvelvingar. Inga underarter finns listade i Catalogue of Life.